# George, 1. Duke of Kent

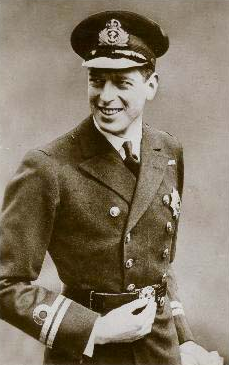
Prince George, 1. Duke of Kent

Prince George Edward Alexander Edmund, 1. Duke of Kent (* 20. Dezember 1902 in York Cottage, Sandringham Estate; † 25. August 1942 nahe Dunbeath, Caithness, bei einem Flugzeugabsturz) war ein Mitglied der britischen Königsfamilie und der vierte Sohn König Georgs V.
Der Ort Prince George in British Columbia, Kanada ist nach ihm benannt.

## Leben

### Herkunft und Ausbildung
Prinz George wurde Ende 1902 in York Cottage, der Residenz seines Vaters auf dem Gelände des Sandringham Estate, in der Nähe von King’s Lynn in Norfolk geboren. Er war der vierte Sohn des britischen Thronfolgers Georg, Prince of Wales (des späteren Georg V.), und dessen Gemahlin Prinzessin Maria von Teck. Hinter seinem Vater und drei älteren Brüdern, darunter den Königen Edward VIII. und George VI., stand der Neugeborene lediglich an fünfter Stelle der Thronfolge und spielte daher aus dynastischer Sicht nur eine untergeordnete Rolle.

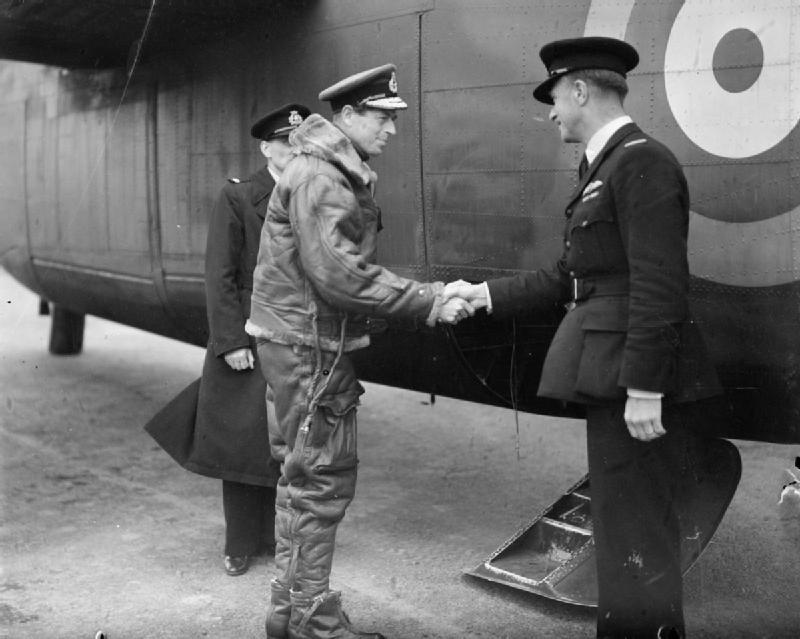
Der Duke of Kent (Mitte) vor seiner Liberator Mark I AM261 für seinen Überflug über den Atlantik von Prestwick nach Kanada (ca. 1941)

Als Kind oblag die Erziehung des Prinzen Gouvernanten und Hauslehrern. Im Anschluss daran folgte George seinem älteren Bruder, Prinz Henry, an die St. Peter’s Court Preparatory School in Broadstairs, Kent. Im Jahr 1916 wurde er in die Royal Navy aufgenommen und in Osborne, später in Dartmouth ausgebildet.

### Im Militär- und Staatsdienst
Bis 1929 diente er auf der Iron Duke und der Nelson. Dann verließ er die Marine, um als erstes Mitglied der königlichen Familie in den Staatsdienst einzutreten. Nach einer Tätigkeit im Außenministerium wechselte er ins Innenministerium (Home Office).
Am 12. Oktober 1934 ernannte ihn sein Vater zum Duke of Kent, ein Titel, der seit 1799 nicht mehr verliehen worden war.
Ab 1937 übernahm der Prinz einen der neu geschaffenen Posten als Staatsrat (englisch Counsellors of State). Als solcher konnte er gewisse Amtsgeschäfte und Hoheitsrechte des Monarchen durchführen, wenn dieser im Ausland weilte oder sonst wie verhindert ist (wie zum Beispiel eine kurzfristige Krankheit). Zwei beliebige Staatsräte können den Sitzungen des Privy Council beiwohnen, staatliche Dokumente unterzeichnen oder die Empfehlungsschreiben neuer Botschafter entgegennehmen. Seine Nachfolgerin wurde 1942 Maud Duff, Countess of Southesk.
1938 wurde Prinz George für das Amt des Generalgouverneurs von Australien vorgeschlagen, doch der Ausbruch des Zweiten Weltkriegs im September 1939 verhinderte diese Ernennung. Mit Beginn des Krieges kehrte Georg zur Marine zurück und diente im Rang eines Konteradmirals in der Geheimdienstabteilung der Admiralität. Im April 1940 wechselte er auf eigenen Wunsch zur Royal Air Force, um als Air Commodore in der Ausbildungseinheit der RAF zu dienen.

### Ehe und Nachkommen

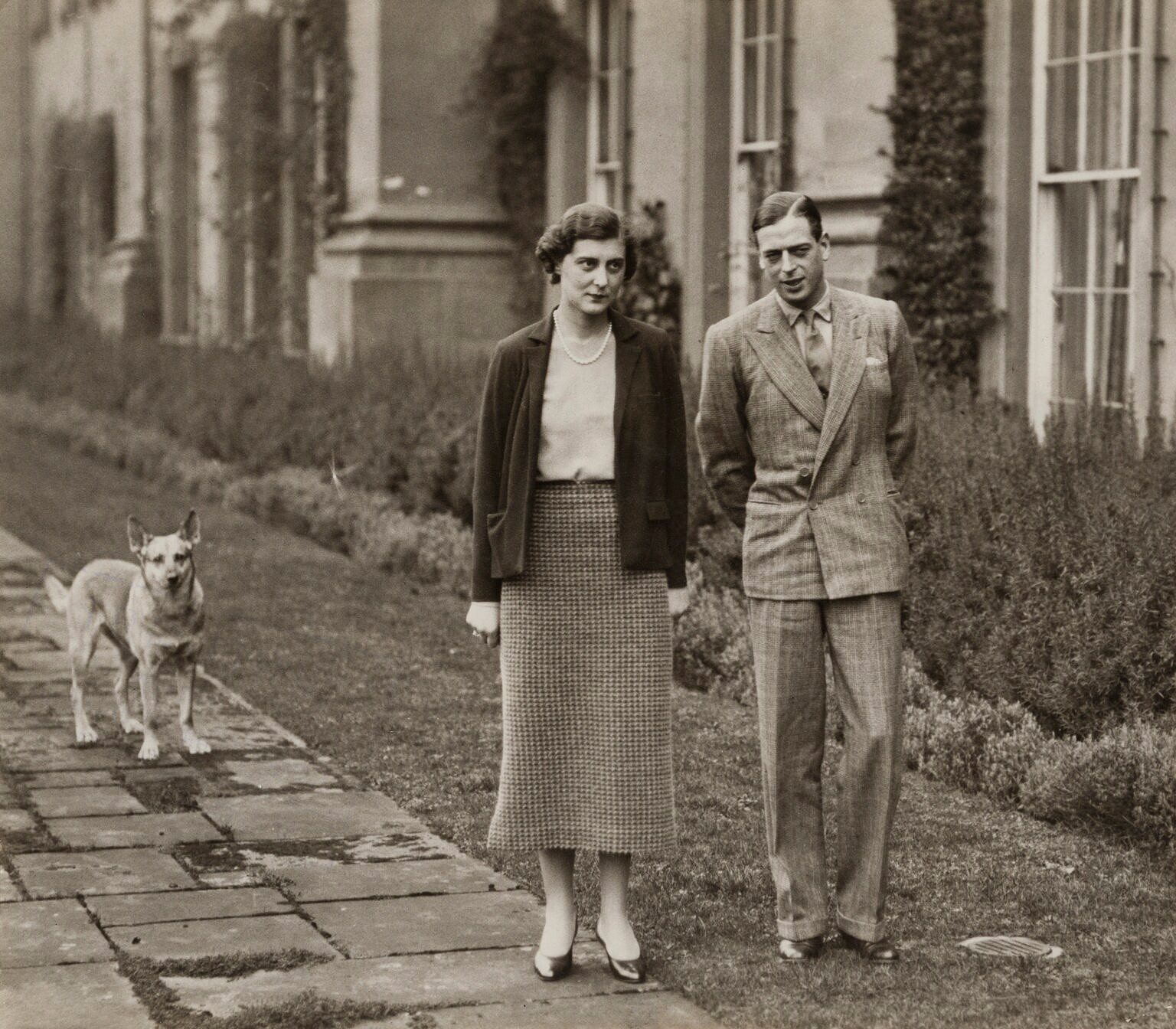
George und Marina (1934)

Am 29. November 1934 heiratete der frisch ernannte Duke of Kent Prinzessin Marina von Griechenland und Dänemark, eine Enkelin des griechischen Königs Georg I. Die in Westminster Abbey geschlossene Ehe ist bis heute die letzte, die ein Sohn eines britischen Monarchen mit einem Mitglied eines ausländischen Königshauses eingegangen ist. Aus der Verbindung gingen drei Kinder hervor:
- Prinz Edward, 2. Duke of Kent (* 1935)
- Prinzessin Alexandra of Kent (* 1936)
- Prinz Michael of Kent (* 1942)

Außerdem soll Prinz George einen außerehelichen Sohn gehabt haben, der von einem bekannten US-amerikanischen Verleger adoptiert wurde.
Dem Duke of Kent wird eine Reihe von Affären mit Männern und Frauen vor und während seiner Ehe nachgesagt. Zu den bekannten Partnern gehören die Sängerin Florence Mills, die Bankenerbin Poppy Baring, Ethel Margaret Whigham (später Duchess of Argyll), die Pianistin und Tänzerin Edythe Baker, der Musical-Star Jessie Matthews und der Schauspieler und Autor Noël Coward.

### Tod
Prinz George starb am 25. August 1942 bei einem Flugzeugabsturz nahe der Ortschaft Dunbeath in der nordschottischen Grafschaft Caithness. Er war Passagier an Bord eines RAF-Flugbootes vom Typ Short Sunderland, als dieses aufgrund eines Navigationsfehlers mit einem Hügel kollidierte. Beigesetzt wurde er in der St George’s Chapel im Windsor Castle. Später wurden Georges sterbliche Überreste zur königlichen Begräbnisstätte in Frogmore, Windsor überführt.
Der Titel Duke of Kent ging nach seinem Tode auf seinen ältesten Sohn Eduard über.

## Titel und Wappen

Wappen von Prince George, 1. Duke of Kent

- 20. Dezember 1902 – 6. Mai 1910: His Royal Highness Prince George of Wales
- 6. Mai 1910 – 12. Oktober 1934: His Royal Highness The Prince George
- 12. Oktober 1934 – 25. August 1942: His Royal Highness The Prince George, 1. Duke of Kent, Earl of Saint Andrews and Baron Downpatrick

## Orden und Ehrenzeichen
- Royal Knight Companion des Hosenbandordens 1923
- Royal Knight Companion des Distelordens 1935
- Knight Grand Cross des Order of St Michael and St George 1934
- Knight Grand Cross des Royal Victorian Order 1924
- Royal Victorian Chain
- Großmeister der Vereinigten Großloge von England